# BC Timba Timișoara
El BC Timba Timişoara es un equipo de baloncesto rumano con sede en la ciudad de Timişoara, que compite en la Divizia A (baloncesto), la máxima competición de su país. Disputa sus partidos en la Sala Constantin Jude, con capacidad para 2.200 espectadores.

## Posiciones en liga
- 2010 (4-B)
- 2011 (2-B)
- 2012 (1-B)
- 2013 (13-Liga Nationala)

## Palmarés
- Segundo Liga Regular Liga I -  2011
- Campeón Liga I -  2012